# Mořic Stanislav Anger
Mořic Stanislav Anger (Sušice, 12 de març de 1844 - Praga, 2 d'agost de 1905) fou un director d'orquestra i compositor txec.

## Obra
Va compondre dues òperes: Viola (1872) i Die Wächter der Moral (1879). Va dirigir l'estrena de l'òpera Dimitrij (1882) d'Antonín Dvořák.
Operetes

- Diables
- Adrià

Ballets

- El fagot màgic (1870)
- Il·lustració de Bohèmia (1884)
- Un somni de nit de Nadal (1886)

De les composicions orquestrals, mereix l'atenció Tribut a Bedřich Smetana (1895). A més de les ja esmentades composicions eclesiàstiques, va compondre música per a drames i tot un ventall de cançons i cors.